# ミゲル・ゲレーロ
ミゲル・アンヘル・ゲレーロ・マルティン（Miguel Ángel Guerrero Martín, 1990年7月12日 - ）は、スペイン・カスティーリャ・ラ・マンチャ州トレド出身のサッカー選手。ギリシャ・スーパーリーグ・OFIクレタ所属。ポジションはFW。

## 経歴
2011年夏、スポルティング・ヒホンに移籍した。初回はBチームに所属し、2013年1月6日のレアル・オビエド戦ではヒホンBの全ての得点を決め、4-1の勝利に貢献した。
2014-15シーズンはBチームでの活躍が認められトップチームに昇格した。同シーズンは36試合に出場し11得点を決め、チームのラ・リーガ昇格に貢献した。
2016年6月27日、CDレガネスと2年契約を結んだ。31試合出場5得点の成績で、チームをラ・リーガ残留に導いた。
2018年6月13日、オリンピアコスFCと3年契約を結んだ。2020年1月31日には降格圏に沈む古巣のレガネスにシーズン終了まで期限付き移籍した。
2020年9月4日、ノッティンガム・フォレストFCへ移籍。
2021年2月1日、ラージョ・バジェカーノへ移籍。
2021年8月12日、UDイビサへ2年契約で移籍。